# 努德谢讷
努德谢讷（法語：Noues de Sienne，法語發音：[nu də sjɛn]）是法国卡尔瓦多斯省的一个市镇，属于维尔区。该市镇于2017年由原市镇圣瑟韦卡尔瓦多斯、尚迪布、库尔松、丰特内尔蒙、勒加、勒梅尼勒伯努瓦、勒梅尼勒科苏瓦、梅尼勒克兰尚、圣芒维厄博卡日和塞特弗雷尔合并而成，行政中心位于圣瑟韦卡尔瓦多斯。

## 地名
“努德谢讷”（Noues de Sienne）一名在法语中意为“谢讷河的湿地”。

## 地理
努德谢讷（48°50'26"N, 1°2'52"W）面积117.58 平方千米，位于法国诺曼底大区卡爾瓦多斯省，该省份为法国西北部沿海省份，北濒大西洋英吉利海峡，东北与滨海塞纳省以海上边界相接，东临厄尔省，南至奧恩省，西与芒什省接壤。
与努德谢讷接壤的市镇（或旧市镇、城区）包括：贝隆、莫里尼、勒梅尼勒罗贝尔、维尔诺曼底、加特莫、库卢夫赖-布瓦伯纳特尔、圣米歇尔德蒙茹瓦、布瓦西翁、圣欧班德布瓦、蒙布赖、朗代勒和库皮尼。
努德谢讷的时区为UTC+01:00、UTC+02:00（夏令时）。

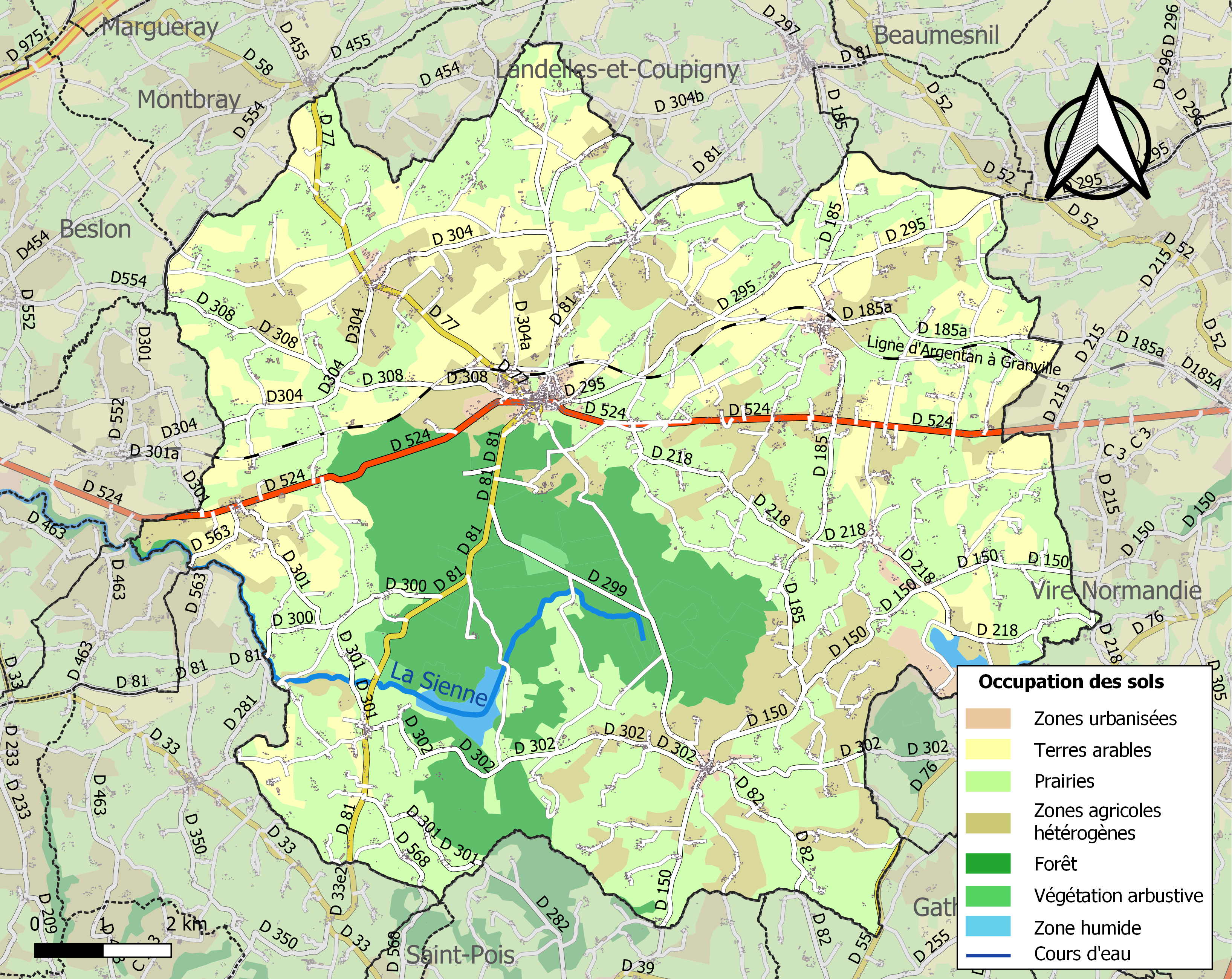
努德谢讷的OSM定位图

## 行政
努德谢讷的邮政编码为14380，INSEE市镇编码为14658。

## 政治
努德谢讷所属的省级选区为维尔诺曼底县。

## 人口
努德谢讷于2022年1月1日时的人口数量为4236人。